# Géraud Michel de Pierredon
Géraud Michel de Pierredon, bailli de l'ordre souverain de Malte et comte romain Michel de Pierredon (1882),, (né le 22 avril 1916 à Magné et mort le 17 novembre 2006 à Poitiers) est un diplomate français et un haut représentant de l'ordre souverain de Malte.

## Origines familiales et études
Fils du bailli comte Thierry Michel de Pierredon, ministre plénipotentiaire de l'ordre souverain de Malte, et de la princesse Mabel Constance de Polignac. Son arrière-grand-père paternel, Michel Pacha, fit une carrière remarquable au service de l'Empire ottoman tout en amassant une fortune considérable. Son trisaïeul maternel, le prince Jules de Polignac, était ministre des Affaires étrangères sous Charles X.
Géraud Michel de Pierredon suit des études à l'Institut d'optique à Paris puis s'oriente vers une carrière d'exploitant agricole de 1944 à 1948. En 1949, il décide de se consacrer entièrement à l'ordre souverain de Malte.

## Un engagement plénier dans l'ordre souverain de Malte

### Au niveau international
De 1949 à 1955, Géraud Michel de Pierredon est secrétaire de légation. Son dévouement l'amène à être élu au Souverain Conseil, c'est-à-dire au gouvernement de l'ordre souverain de Malte en 1970 puis à assumer de 1978 à 1989 la charge d'Hospitalier (l'équivalent du ministre de la Santé).
En 1989, il est élevé à la dignité d’ambassadeur de l’ordre.

### Au niveau national
Parallèlement à ses fonctions au sein du gouvernement de l'ordre souverain de Malte, Géraud Michel de Pierredon est fortement engagé auprès des instances nationales de l'ordre souverain de Malte en France.
Dès 1957, il accède au Conseil de l’Association française des membres de l’Ordre (créée en 1891) où il occupe successivement les charges de secrétaire général (1957-1973) puis de vice-président (1990-).
Délégué départemental de 1973 à 1982, il devient le représentant officiel de l’Ordre auprès de la République française, à la suite de la signature en 1983 d'un accord avec le ministre des Affaires étrangères Claude Cheysson. Il assuma cette charge jusqu’en 2001.
Géraud de Pierredon a exercé de nombreuses charges et responsabilités dans le domaine caritatif et de la santé. Il convient de citer, par exemple :
- la création du service d'aide aux handicapés physiques (1960),
- le lancement en France de la campagne de Don du souffle, c'est-à-dire de la réanimation respiratoire par la méthode du bouche à bouche (1963),
- la création de la première école d'ambulanciers de l’ordre souverain de Malte en France (1967)
- l'organisation de secours d’urgence dans le monde entier, etc.

De 1989 à 1999, il est président du Comité national français de liaison pour la réadaptation des handicapés (CNFLRH).
Enfin, Géraud Michel de Pierredon a affirmé tout au long de sa vie un goût marqué pour l'histoire, notamment pour celle de l'ordre souverain de Malte, poursuivant en cela les travaux de référence produits par son père.
Il a notamment été le président-fondateur de la Société de l'histoire et du patrimoine de l'ordre de Malte et le vice-président fondateur (1970-1997) puis président (à partir de 1997) de la Société des Amis du Musée de la Légion d'honneur et des ordres de chevalerie.
À l'annonce de son décès, l'ordre souverain de Malte écrivit : « Pour le Bailli de Pierredon, les grandes valeurs de la foi, l'espérance, la charité, l'engagement et le service étaient des repères naturels, qu'il a solidement illustrés dans sa vie de famille comme dans les activités et responsabilités qu’il a assumées [...] ».

## Distinctions et décorations
|  | Commandeur de l'ordre de la Légion d’honneur.                                                  |
|  | Croix de guerre 1939-1945.                                                                     |
|  | Bailli grand-croix d’honneur et de dévotion en obédience de l’ordre souverain de Malte (1976). |
|  | Grand-croix de l'ordre pro Merito Miltensi.                                                    |
|  | Chevalier de justice de l'ordre sacré et militaire constantinien de Saint-Georges (1970).      |

## Descendance
Géraud Michel de Pierredon (22 avril 1916 - 17 novembre 2006). Épouse Adeline du Val d'Espremesnil, dont 3 enfants :
1. Dominique-François Michel de Pierredon, décédé.
2. Marie-Ange Michel de Pierredon (née le 8 décembre 1953), dame d'honneur et de dévotion de l'ordre souverain de Malte. Épouse en premières noces (1995), Edward Foljambe (1944), comte de Liverpool ; en deuxièmes noces (2002), Pierre-Olivier Callaud, dont 1 enfant : 
  1. Sacha Callaud
3. Liliane Michel de Pierredon (née le 4 janvier 1956). Épouse Christopher Fawcett, dont 2 enfants : 
  1. Camilla Fawcett
  2. Rita Fawcett